# Dermot Weld
Dermot K. Weld, né le 29 juillet 1948, est un entraîneur irlandais de chevaux de courses, spécialisé dans les courses de plat.

## Biographie
Après ses études de vétérinaire et une première carrière de jockey, Dermot Weld s'installe comme entraîneur au Curragh en 1971. Il est l'entraîneur ayant reporté le plus de victoires dans son pays (plus de 4 200 succès), et possède l'un des plus beaux palmarès d'Irlande, où il a été tête de liste à huit reprises, entre 1983 et 1998. 
Sa victoire dans la Melbourne Cup 2002 (qu'il fut le premier entraîneur européen à remporter en 1993 avec Vintage Crop) avec Media Puzzle, a inspiré un film de fiction sorti en 2011, The Cup, réalisé par Simon Wincer. Son rôle était interprété par Brendan Gleeson.  

## Palmarès (groupe 1uniquement)
Irlande
- Irish Derby – 3 – Zagreb (1996), Grey Swallow (2004), Harzand (2016)
- Irish Oaks – 2 – Blue Wind (1981), Dance Design (1996)
- Irish 1000 Guineas – 6 – Prince's Polly (1982), Trusted Partner (1988), Nightime (2006), Bethrah (2010), Homeless Songs (2022), Tahiyra (2023)
- Irish 2000 Guineas – 1 – Flash of Steel (1986)
- Irish St. Leger – 9 – Vintage Crop (1993, 1994), Vinnie Roe (2001, 2002, 2003, 2004), Voleuse de cœurs (2013), Search For A Song (2019, 2020)
- National Stakes – 5 – Diamonds Are Trumps (1977), Day Is Done (1981), Definite Article (1994), Mus–If (1998), Refuse to Bend (2002)
- Tattersalls Gold Cup – 3 – Grey Swallow (2005), Casual Conquest (2009), Fascinating Rock (2016)
- Phoenix Stakes – 2 – Kilijaro (1978), Smokey Lady (1979)
- Moyglare Stud Stakes – 2 – Flutter Away (1987), Tahiyra (2022)
- Matron Stakes – 2 – Emulous (2011), Tahiyra (2023)
- Pretty Polly Stakes – 1 – Chinese White (2010)

 Royaume-Uni
- Derby d'Epsom – 1 – Harzand (2016)
- Oaks – 2 – Blue Wind (1981), Ezeliya (2024)
- 2000 Guinées – 1 – Refuse to Bend (2003)
- Golden Jubilee Stakes – 2 – Committed (1984), Big Shuffle (1987)
- Coronation Stakes – 2 – Sutton Place (1978), Tahiyra (2023)
- Ascot Gold Cup – 1 – Rite of Passage (2010)
- Champion Stakes – 1 – Fascinating Rock (2015)
- Cheveley Park Stakes – 1 – Sookera (1977)
- Middle Park Stakes – 1 – Steel Heart (1974)
- Nunthorpe Stakes – 1 – Committed (1984)
- Prince of Wales's Stakes – 1 – Free Eagle (2015)
- St. James's Palace Stakes – 1 – Brief Truce (1992)

 France
- Prix de l'Abbaye de Longchamp – 2 – Committed (1984, 1985)
- Prix Royal–Oak – 1 – Vinnie Roe (2001)
- Prix Vermeille – 1 – Tarnawa (2020)
- Prix de l'Opéra – 1 – Tarnawa (2020)

 Allemagne
- Bayerisches Zuchtrennen – 1 – Market Booster (1993)

 Italie
- Derby Italien – 1 – In a Tiff (1992)

 États-Unis
- Belmont Stakes – 1 – Go and Go (1990)
- Breeders' Cup Turf – 1 – Tarnawa (2020)

- American Derby – 3 – Pine Dance (2000), Evolving Tactics (2003), Simple Exchange (2004)
- American Oaks – 1 – Dimitrova (2003)
- Flower Bowl Invitational Stakes – 1 – Dimitrova (2003)
- Secretariat Stakes – 1 – Winchester (2008)
- Man O'War Stakes – 1 – Zhukova (2017)

 Australie
- Melbourne Cup – 2 – Vintage Crop (1993), Media Puzzle (2002)